# Cremnophila auranticiliella
Cremnophila auranticiliella is een vlinder uit de familie van de snuitmotten (Pyralidae). De wetenschappelijke naam van de soort en tevens van het geslacht Cremnophila is voor het eerst geldig gepubliceerd in 1893 door Émile Louis Ragonot.
De soort werd ontdekt in "Kenter" (Siberië).